# Попутное (Межевский район)
Попутное (укр. Попутне) — село,
Веселовский сельский совет,
Межевский район,
Днепропетровская область,
Украина.
Код КОАТУУ — 1222682203. Население по переписи 2001 года составляло 14 человек.

## Географическое положение
Село Попутное находится в 2,5 км от пгт Межевая.
По селу протекает пересыхающий ручей с запрудой.